# 科曼特鎮區 (明尼蘇達州貝爾特拉米縣)
科曼特鎮區（英語：Cormant Township）是位於美國明尼蘇達州貝爾特拉米縣的一個行政鎮區。

## 地方資料
科曼特鎮區的面積為94.40平方千米，當中陸地面積為94.40平方千米，而水域面積為0.00平方千米。根據2020年美國人口普查的數據，當地共有人口202人，而人口密度為每平方千米2.14人。